# Trois Souris...
Ne doit pas être confondu avec Trois Souris ou Trois Espiègles Petites Souris.
Trois Souris... est un recueil de six nouvelles policières d'Agatha Christie, publié en 1985 en France, chez la Librairie des Champs-Élysées.
Ce recueil, spécifiquement français, reprend six des neuf nouvelles du recueil américain Three Blind Mice and Other Stories de 1950.
Les trois nouvelles du recueil américain non reprises dans le recueil français sont :
- La Mort pour rire (Strange Jest)
- Le mort avait les dents blanches (Four-and-Twenty Blackbirds)
- La Providence des amants (The Love Detectives)

Le recueil met en scène deux personnages récurrents d'Agatha Christie : Miss Marple (nouvelles nos 2, 3 et 4) et Hercule Poirot (nouvelles nos 5 et 6).

## Composition du recueil
1. Trois Souris (Three Blind Mice)
2. Meurtre sur mesure (The Tape-Measure Murder)
3. Une perle (The Case of the Perfect Maid)
4. Malédiction (The Case of the Caretaker)
5. L'Appartement du troisième (The Third Floor Flat)
6. L'Enlèvement de Johnnie Waverly (The Adventure of Johnnie Waverly)

## Publication au Royaume-Uni
Le recueil n'a pas d'équivalent au Royaume-Uni, les nouvelles sont réparties entre différents recueils :
- les nouvelles nos 5 et 6 sont publiées en 1974 dans Poirot's Early Cases ;
- les nouvelles nos 2, 3 et 4 sont publiées en 1979 dans Miss Marple's Final Cases and Two Other Stories ;
- la nouvelle no 1 est toujours inédite au Royaume-Uni.

## Éditions
- Trois Souris...  (trad. de l'anglais par Maurice-Bernard Endrèbe), Paris, Librairie des Champs-Élysées, 1985, 125 p. (ISBN 2-7024-1608-X)
- Trois Souris..., Librairie des Champs-Élysées, coll. « Club des Masques » (no 582), 1987, 189 p. (ISBN 2-7024-1778-7, BNF 34970747)
- Repris dans : L'Intégrale Agatha Christie  (trad. de l'anglais par Robert Nobret, préf. Jacques Baudou), t. 9 : Les années 1949-1953, Paris, Librairie des Champs-Élysées, coll. « Les Intégrales du Masque », 1996, 1214 p. (ISBN 2-7024-2318-3, BNF 35805681)